# Organi circumventricolari
Gli organi circumventricolari sono raggruppamenti cellulari collocati in regioni ventricolari paramediane dove la barriera emato-encefalica è interrotta, ed è sostituita dai taniciti, delle cellule ependimali specializzate. I taniciti producono in parte il liquido cefalorachidiano (LCR) ma concorrono anche all'endocitosi di sostanze utili per la glia o per i neuroni sottostanti e ne secernono altre all'interno del liquor; sono inoltre importanti chemocettori.

## Anatomia macroscopica
Vi sono almeno sette organi circumventricolari nell'encefalo umano, i più importanti sono: l'organo vascoloso, l'organo subfornicale, l'organo subcommissurale, l'eminenza mediana, la neuroipofisi, l'area postrema e l'epifisi.
- L'organo vascoloso (o cresta sopraottica) è contenuto nella lamina terminale che collega la commissura anteriore al chiasma ottico. È costituito da una zona esterna formata da un plesso capillare fenestrato e da una rete di fibre nervose e glia, mentre la zona interna è costituita da ependima costituito da cellule piatte e con scarse ciglia. Riceve afferenze dall'organo subfornicale, dal locus coeruleus, da alcuni nuclei ipotalamici, proietta invece al nucleo preottico mediano e al nucleo sopraottico. Collabora nella regolazione del bilancio idrico.
- L'organo subfornicale è posto appena dietro il foro di Monro, è anch'esso costituito da un plesso capillari fenestrati ed una rete di fibre nervose e cellule gliali, rivestite da ependima piatto. Proietta all'organo vascoloso e all'ipotalamo. Collabora nella regolazione del bilancio idrico e dello stimolo della sete.
- La neuroipofisi, cioè la porzione posteriore dell'ipofisi, è formata dalle proiezioni dei nuclei sopraottico e paraventricolare dell'ipotalamo, i quali secernono nei capillari ossitocina e vasopressina (ADH). È implicata nella regolazione del bilancio idrico a livello renale e nella contrazione della muscolatura liscia dell'utero, nello stimolo dei dotti lattiferi delle mammelle, nell'inizio e nel mantenimento del travaglio.
- L'eminenza mediana è formata dalle terminazioni di neuroni secretori dell'ipotalamo che regolano l'adenoipofisi attraverso i loro peptidi che rilasciano nei vasi portali ipofisari.
- L'organo subcommissurale è collocato anteriormente ed inferiormente alla commissura posteriore, presso la parete inferiore del recesso epifisiario. È costituito da un epitelio cilindrico alto e ciliato, con cellule dal citoplasma basofilo. Secerne numerose sostanze nel liquido cefalorachidiano.
- L'epifisi è un piccolo organo di 8 mm di diametro facente parte dell'epitalamo e collocato sopra la commissura posteriore e il recesso epifisario. Le sue cellule sono i pinealociti, ma contiene anche numerosi neuroni rivestiti da pia madre, è inoltre ricca di capillari. Secerne principalmente la melatonina, implicata nella regolazione dei cicli sonno-veglia, nell'inibizione della pubertà nei bambini e in molte altre funzioni.
- L'area postrema è una piccola struttura collocata caudalmente al quarto ventricolo di cui rappresenta il punto più inferiore. È formata da cellule che funzionano come chemocettori e la sua funzione è quella di indurre il vomito. Fa parte del complesso dorsale del vago assieme al nucleo motore dorsale del vago e al nucleo del tratto solitario.